# Campionati britannici di triathlon
La Federazione britannica di triathlon organizza dal 1983 i Campionati britannici di triathlon. Si disputano con cadenza annuale.

## Albo d'oro

### Uomini
| Anno | Oro              | Argento        | Bronzo            |
| ---- | ---------------- | -------------- | ----------------- |
| 1983 | Jim Woods        |                |                   |
| 1984 | Mike Harris      |                |                   |
| 1985 | Peter Moysey     |                |                   |
| 1986 | Glenn Cook       |                |                   |
| 1987 | Mike Harris      |                |                   |
| 1988 | Mark Marabini    |                |                   |
| 1989 | Glenn Cook       |                |                   |
| 1990 | Glenn Cook       |                |                   |
| 1991 | Spencer Smith    |                |                   |
| 1992 | Simon Lessing    |                |                   |
| 1993 | Spencer Smith    |                |                   |
| 1994 | Steve Burton     |                |                   |
| 1995 | Spencer Smith    |                |                   |
| 1996 | Richard Allen    |                |                   |
| 1997 | Tim Stewart      |                |                   |
| 1998 | Andrew Johns     |                |                   |
| 1999 | Richard Allen    |                |                   |
| 2000 | Marc Jenkins     |                |                   |
| 2001 | Richard Stannard | Richard Allen  | Marc Jenkins      |
| 2002 | Simon Lessing    | Marc Jenkins   | Richard Allen     |
| 2003 | Marc Jenkins     | Tim Don        | Richard Stannard  |
| 2004 | Tim Don          | Stuart Hayes   | Richard Stannard  |
| 2005 | Tim Don          | Stuart Hayes   | Andrew Johns      |
| 2006 | Tim Don          | William Clarke |                   |
| 2007 | Tim Don          | Andrew Johns   | Stuart Hayes      |
| 2008 | William Clarke   | Tim Don        | Alistair Brownlee |
| 2009 | William Clarke   | Aaron Harris   | Dann Brook        |
| 2010 | Tim Don          | Stuart Hayes   | Tom Bishop        |
| 2011 | Tom Bishop       | Aaron Harris   | Matthew Sharp     |
| 2012 |                  |                |                   |
| 2013 | Calum Johnson    | Grant Sheldon  | Fergus Roberts    |
| 2014 | Mark Buckingham  | David Bishop   | Iestyn Harrett    |
| 2015 | Liam Lloyd       | David Bishop   | Iestyn Harrett    |
| 2016 | Adam Bowden      | Ben Dijkstra   | Thomas Bishop     |

### Donne
| Anno | Oro               | Argento          | Bronzo            |
| ---- | ----------------- | ---------------- | ----------------- |
| 1983 | Julia Kendall     |                  |                   |
| 1984 | Caron Groves      |                  |                   |
| 1985 | Sarah Springman   |                  |                   |
| 1986 | Sarah Springman   |                  |                   |
| 1987 | Sarah Springman   |                  |                   |
| 1988 | Sarah Springman   |                  |                   |
| 1989 | Sarah Coope       |                  |                   |
| 1990 | Sally Ilkin       |                  |                   |
| 1991 | Sarah Coope       |                  |                   |
| 1992 | Sarah Springman   |                  |                   |
| 1993 | Helen Cawthorne   |                  |                   |
| 1994 | Alison Hollington |                  |                   |
| 1995 | Loretta Sollars   |                  |                   |
| 1996 | Rachel Corne      |                  |                   |
| 1997 | Sian Brice        |                  |                   |
| 1998 | Steph Forrester   | Sian Brice       |                   |
| 1999 | Heather Williams  |                  |                   |
| 2000 | Jodie Swallow     |                  |                   |
| 2001 | Jodie Swallow     | Leanda Cave      | Henrietta Freeman |
| 2002 | Jodie Swallow     | Michelle Dillon  | Julie Dibbens     |
| 2003 | Michelle Dillon   | Leanda Cave      | Jessica Harrison  |
| 2004 | Liz Blatchford    | Michelle Dillon  | Leanda Cave       |
| 2005 | Liz Blatchford    | Helen Jenkins    | Leanda Cave       |
| 2006 | Helen Jenkins     | Vanessa Raw      | Anneliese Heard   |
| 2007 | Julie Dibens      | Andrea Whitcombe | Rosie Clarke      |
| 2008 | Hollie Avil       | Liz Blatchford   | Andrea Whitcombe  |
| 2009 | Jodie Swallow     | Kerry Lang       |                   |
| 2010 | Jodie Stimpson    | Jacqueline Slack | Helen Jenkins     |
| 2011 | Lois Rosindale    | Heather Jackson  | Lucy Chittenden   |
| 2012 |                   |                  |                   |
| 2013 | Emma Pallant      | Heather Sellars  | Sophie Coldwell   |
| 2014 | Emma Pallant      | Jenny Manners    | Lucy Smith        |
| 2015 | Helen Jenkins     | Emma Pallant     | Fenella Langridge |
| 2016 | Jessica Learmonth | Heather Sellars  | Olivia Mathias    |